# Qianfan
Qianfan (chinois : 千帆星座 ; pinyin : Qiānfān xīngzuò ; litt. « Constellation Mille voiles »), anciennement G60 Starlink (en chinois : G60星链 ; pinyin : G60 Xīng liàn), est une constellation de satellites de télécommunications chinoise géante qui doit fournir notamment des prestations internet à l'image de la constellation Starlink de SpaceX. Ce projet est porté par la société Shanghai Spacecom Satellite Technology (SSST) dont le siège se situe à Shanghai. Celle-ci a décroché un financement d'environ 900 millions euros qui rend ce projet très crédible.
Contrairement à l'autre méga-constellation chinoise Guowang, pilotée directement par l’État chinois, ce projet répond à de besoins commerciaux. Il a le soutien du gouvernement régional de Shanghai et de l'Académie chinoise des sciences. 
La constellation Qianfan comprendra à terme 12 000 satellites de télécommunications circulant sur une orbite terrestre basse. La première phase prévoit le lancement de 648 satellites, ce qui assurera déjà une couverture réseau régionale. Le déploiement de cette constellation a débuté en aout 2024 avec le lancement de 18 satellites par une fusée Longue Marche 6A.

## Contexte
En 2019, Elon Musk, dirigeant de la société SpaceX, décide de déployer une constellation de satellites géante positionnée en orbite basse destinée à fournir un service internet à haut débit à l'ensemble de la planète en particulier dans les régions mal desservies par les réseaux terrestres. La constellation Starlink rencontre un succès commercial avant même son complet déploiement, poussant l'Europe et la Chine à lancer leur propre constellation. Si l'Europe, à travers son projet de constellation IRIS² (déploiement à compter de 2024), cherche surtout à ne pas dépendre de SpaceX pour ce type de prestation, la Chine a des objectifs différents. Les dirigeants chinois considèrent que le service offert par SpaceX constitue une menace militaire (elle a interdit l'utilisation de Starlink sur son territoire). La guerre en Ukraine et la répression meurtrière contre les manifestations en Iran (2022/2023) ont en effet démontré que Starlink pouvait constituer une arme géopolitique au service de la défense des libertés. Aussi, si officiellement la Chine prévoit de développer une constellation destinée à fournir à ses citoyens des services de communication et internet aux Chinois ainsi qu'aux citoyens de pays amis, la constellation devrait également embarquer des contre-mesures destinées à limiter et même annuler les capacités des constellations de satellites occidentales. Les contre-mesures, énoncées dans un rapport de l'Université chinoise d'ingénierie spatiale, comprennent l'occupation des positions orbitales de manière à limiter le survol de la Chine ou des pays amis par les satellites Starlink. Les satellites chinois pourraient également embarquer des armes (lasers ou émetteurs de micro-ondes) destinées à endommager les satellites occidentaux.
Suivant une démarche initiée dans les pays occidentaux par les sociétés SpaceX et OneWeb, la Chine commence à envisager vers 2016 le déploiement de constellations de satellites de télécommunications en orbite basse fournissant une prestation internet. Cette année là, le conglomérat CASC annonce le développement de la constellation Hongyan qui doit comprendre dans une première phase 320 satellites circulant à une altitude de 1 100 kilomètres. En décembre 2018, un satellite prototype Hongyan 1 est placé en orbite. CASC projette à l'époque de déployer 60 satellites d'ici 2022. En 2017, l'autre grand conglomérat aérospatial chinois, CASIC, annonce le développement de sa constellation Hongyun qui doit comprendre dans une première phase 156 engins spatiaux. Un prototype Hongyun 1 est placé en orbite en décembre 2018. Mais ces deux projets sont finalement abandonnés et le gouvernement chinois communique en septembre 2021 son intention de déployer une méga-constellation Guowang qui doit comporter 13 000 satellites. Celle-ci doit être gérée par la société China Satellite Network Group Corporation (de) créée dans ce but et basée dans la ville de Xiong'an,. Peu d'informations filtrent sur le projet Guowang qui est étroitement contrôlé par l’État chinois et dont l'objectif principal n'est manifestement pas commercial mais stratégique. Le déploiement de la constellation devrait débuter en 2024.

## Développement du projet Qianfan
En parallèle, plusieurs autres grandes constellations de satellites chinoises sont à l'étude. La plus importante est Qianfan qui comprendrait 12 000 satellites de télécommunications. Ce projet est piloté par la société SSST dont le siège se situe à Shanghai. Le projet a obtenu un financement d'environ 900 millions euros qui rend ce projet très crédible. Contrairement à Guowang, ce projet n'est pas directement contrôlé par le gouvernement chinois mais il a le soutien du gouvernement régional de Shanghai et de l'Académie chinoise des sciences. Le déploiement doit débuter en 2024 avec le lancement des 108 premiers satellites.
L'entreprise publique Genesat (Shanghai Gesi Aerospace Technology) est créée par l'Académie d'innovation pour les microsatellites de l'Académie chinoise des sciences (Innovation Academy for Microsatellites of Chinese Academy of Sciences, IAMCAS), et Shanghai Spacecom Satellite Technology, entreprise partenaire du projet germano-chinois de constellation de satellites KLEO Connect, bloqué depuis (avec poursuites judiciaires en cours). La constellation G60, nommée en référence au Cluster d'innovation scientifique et technologique du G60 (zh), reprenant lui-même le nom de l'autoroute Shanghai-Kunming G60 (en), semble être la continuation entièrement chinoise de ce projet. Courant 2024, la presse chinoise utilise l'appellation Qianfan pour désigner le projet. Genesat inaugure en décembre 2023 une usine implantée à Shanghai et capable de fabriquer environ 300 satellites par an.

## Caractéristiques techniques
Selon les documents fournis à l'Union internationale des télécommunications destinés à réserver les bandes spectrales, la constellation doit comprendre dans sa première phase 648 satellites circulant en orbite polaire sur 36 plans orbitaux distincts (36 satellites par plan orbital). Les communications se feront en bande Ku, Q et V. Selon leur fabricant, les satellites seront modulaires et à bas coût, avec une forte capacité et permettront un temps de latence réduit. Certaines sources indiquent que leur masse serait de 300 kilogrammes et qu'ils circuleraient à une altitude de 1200 kilomètres.

## Lancements

### Lancement des premiers satellites opérationnels
Le 4 août 2021, deux prototypes, KL-Beta A et B, sont placés en orbite par une fusée Longue Marche 6. Ils succèdent aux satellites KL-Alpha A et B, lancés le 17 novembre 2019 par une fusée Kuaizhou-1A dans le cadre du projet précédent KLEO Connect.
Le 6 août 2024, une fusée Longue Marche 6A (charge utile en orbite basse 4,5 tonnes) décolle du centre spatial de Taiyuan et place en orbite les 18 premiers satellites opérationnels de la constellation Qianfan. L'altitude initiale des satellites est de 800 kilomètres et l'inclinaison orbitale est de 89°. Après avoir rempli sa mission, le deuxième étage du lanceur explose en orbite générant plus de 700 débris spatiaux à 800 km d'altitude, ce qui nécessitera des centaines d'années pour rentrer dans l'atmosphère et ne plus constituer de danger pour les autres satellites. C'est la quatrième fois qu'une telle explosion se produit avec ce lanceur.

### Liste des lancements
| Numéro vol | Date de lancement | Base de lancement | Lanceur          | Nombre satellites | Référence COSPAR | Commentaire                                                                                      |
| ---------- | ----------------- | ----------------- | ---------------- | ----------------- | ---------------- | ------------------------------------------------------------------------------------------------ |
| 1          | 6 août 2024       | Taïyuan, LA-9A    | Longue Marche 6A | 18 (1 à 18)       |                  | Génération de plus de 700 débris dans l'espace à la suite de l'explosion du 2e étage du lanceur. |
| 2          | 15 octobre 2024   | Taïyuan, LA-9A    | Longue Marche 6A | 18 (19 à 36)      |                  |                                                                                                  |
| 3          | 5 décembre 2024   | Taïyuan, LA-9A    | Longue Marche 6A | 18 (37 à 54)      |                  |                                                                                                  |
| 4          | 23 janvier 2025   | Taïyuan, LA-9A    | Longue Marche 6A | 18 (55 à 72)      |                  |                                                                                                  |
| 5          | 11 mars 2025      | Wenchang, LCC-1   | Longue Marche 8  | 18 (73 à 90)      |                  |                                                                                                  |